# Энар, Матиас
Матьяс (Матиас) Энар (фр. Mathias Énard, 11 января 1972, Ньор) — французский писатель, переводчик, издатель.

## Биография
Когда я был ребенком, я мечтал путешествовать, открывать для себя мир. Затем я долгое время жил на Ближнем Востоке, изучал этот регион, выучил арабский и персидский. Я проникся страстью к арабской и персидской литературе. И со временем это стало частью меня. Я, можно сказать, стал немного арабом. Я хотел показать разнообразие этого мира. Что мир не един, что существует много миров: к востоку от Европы или к югу от Средиземного моря. Стамбул, Дамаск, Бейрут, Каир, Тунис, Алжир — всё это разные миры. В Европе мы иногда об этом забываем. Нам кажется, что везде все одинаково, и что там опасно. Хотя в действительности — нет. В первую очередь — это огромное разнообразие народов, культур, языков и даже религий
Матьяс Энар получил высшее образование в Школе Лувра как знаток современного искусства, а затем изучал арабский и персидский языки в Национальном институте восточных языков и культур. Слушал лекции по персидскому языку Бриджитт Симон-Хамиди. В 2000 году, после длительного пребывания на Ближнем Востоке, он переехал в Барселону и сотрудничал там с несколькими культурными журналами. Перевёл две книги — с персидского и арабского. Принимал участие в работе редакционной коллегии журнала «Inculte» в Париже. С 2010 года Матьяс Энар преподавал арабский язык в Барселонском автономном университете.
В 2003 году вышел первый роман «Совершенный выстрел». Действие произведения происходит во время гражданской войны. Страна не указана, но, вполне возможно, это Ливан. Главный герой — снайпер, одержимый смертью. О себе он говорит:

Я сам не знал, кто я: стрелок или мишень.
Оригинальный текст (фр.)Je ne savais plus si j'étais celui qui tirait ou celui sur lequel on tirait.

В следующем году это произведение получило Премию пяти континентов франкофонии, Премию Эдме де Ларошфуко и было отмечено на Фестивале первого романа.
В 2005—2006 годах Матьяс Энар был стипендиатом Французской академии в Риме.
В 2008 году он опубликовал в издательстве «Акт Сюд» роман «Зона» про израильско-палестинскую войну. Автор, по своим же словам, «хотел создать современную эпопею». Роман имеет интересную особенность: на всех его пятистах страницах продолжается одно предложение от первого лица. «Зона» награждена премией Декабрь, «Премией Кандид» и Премией Ливр Энтер.
В 2010 году в том же издательстве вышло произведение Энара «Расскажи им о битвах, королях и слонах» (фр. Parle-leur de batailles, de rois et d'éléphants). Речь идёт о жизни Микеланджело в Константинополе, куда он прибыл 13 мая 1506 года по приглашению султана Баязида II. Константинополь показан толерантным и вполне европейским городом, который принимал изгнанных из католической Испании евреев. Это произведение получило Гонкуровскую премию лицеистов (2010), Книжную премию Пуату-Шаранта (2011), Премию «Голос слушателей» (2011), а также награду Центра книги и чтения в Пуату-Шаранте.
В 2011 году Матиас Энар вместе с графиком Тома Мареном (фр. Thomas Marin) и философом Жульеном Безийе (фр. Julien Bézille) основал в Париже галерею «Scrawitch», которая устраивает выставки эстампов современных художников.
В 2012 году Энар опубликовал роман «Уличные воры» — рассказ о приключениях молодого марокканца в Испании во время Арабской весны, когда в этой стране начались общенациональные протесты. «Уличными ворами» писатель откликнулся на эти события и дал свою оценку. В 2012 году в Бейруте роман получил первую премию «Гонкуровскую премию по выбору стран Востока» (фр. Prix Goncourt. Le Choix de l’Orient), которую присудило жюри из студентов из Ливана и других стран Ближнего Востока. В 2013-м «Улицу воров» отметили Премией Литературной академии Бретани и Земель Луары.
В 2015 года Матьяс Энар был удостоен Гонкуровской премии за роман «Компас» (фр. Boussole), в котором автор «пытается освободить восприятие Востока от западных клише».
На сентябрь 2015 года произведения Эрнара опубликованы в 22 странах, они переведены, в частности, на английский, датский, иврит, испанский, каталанский, нидерландский, немецкий, хорватский, чешский и японский языки. На русский язык переведён роман 2005 года «Вверх по Ориноко» (фр. Remonter l’Orénoque) и "Совершенный выстрел".

## Произведения
- La Perfection du tir, Actes Sud, 2003 ; rééd. Babel, Actes Sud, n°903, 2008 — «Совершенный выстрел»

Премия пяти континентов среди франкоговорящих стран, 2004
Премия Эдме де Ларошфуко, 2004
Приз на Фестивале первого романа, 2004
- Remonter l’Orénoque, Actes Sud, 2005 — «Вверх по Ориноко»
- Bréviaire des artificiers (ill. Pierre Marquès), Éditions Verticales / Gallimard, 2007 — «Настольная книга пиротехника»
- Zone, Actes Sud, 2008 ; rééd. Babel, Actes Sud, n° 1020, 2010 — «Зона»

Стипендия имени Тид Монье от Общества литераторов, 2008
Премия Кадму, 2008
Премия Декабрь, 2008
Премия Кандид, 2008
Премия Интералье, 2009
Премия Ливр Энтер, 2009
- Parle-leur de batailles, de rois et d'éléphants, Actes Sud, 2010 ; rééd. Babel, Actes Sud, n° 1153, 2013 — «Расскажи им о битвах, королях и слонах»

Гонкуровская премия лицеистов, 2010
Книжная премия Пуату-Шаранта, 2011
Премия «Голос слушателей», 2011
Приз Центра книги и чтения в Пуату-Шаранта, 2011
- L’Alcool et la Nostalgie, Éditions Inculte, 2011 (ISBN 978-2-916940-48-9)16 ; rééd. Babel, Actes Sud, n° 1111, 2012 — «Алкоголь и ностальгия»
- Rue des voleurs, Actes Sud, 2012 (ISBN 978-2-330-01267-0) — «Уличные воры»[4] («Улица воров»[5])

Гонкуровская премия по выбору стран Востока, 2012
Премия Роман-Ньюс, 2013
Премия Литературной академии Бретани и Земель Луары, 2013
- Tout sera oublié (ill. Pierre Marquès), Actes Sud, 2013 (ISBN 978-2-330-01808-5) — «Все забудется»
- Boussole, Actes Sud, 2015, 400 p. (ISBN 978-2-330-05312-3) — «Компас»

Гонкуровская премия, 2015
- Ежегодный пир Погребального братства, Поляндрия No Age, 2022 ( ISBN 978-5-60471-0623)

### Переводы
- Mirzâ Habib Esfahâni. Épître de la queue, Minimales/Verticales / Gallimard, 2004 (ISBN 978-2-84335-207-2), перевод с персидского
- Yussef Bazzi. Yasser Arafat m’a regardé et m’a souri, Verticales / Gallimard, 2007 (ISBN 978-2-07-078594-0), перевод с арабского

## Экранизации произведений
По мотивам романа «Вверх по Ориноко» в 2012 году режиссёр Марион Лэне сняла фильм «Обезьяна на плече» (фр. À coeur ouvert).